# Хрущ волохатий
Хрущ волохатий (Anoxia pilosa) — вид хрущів середнього розміру, поширений у Центральній і Східній Європі. Личинка хруща волохатого пошкоджує корені рослинних культур.

## Опис

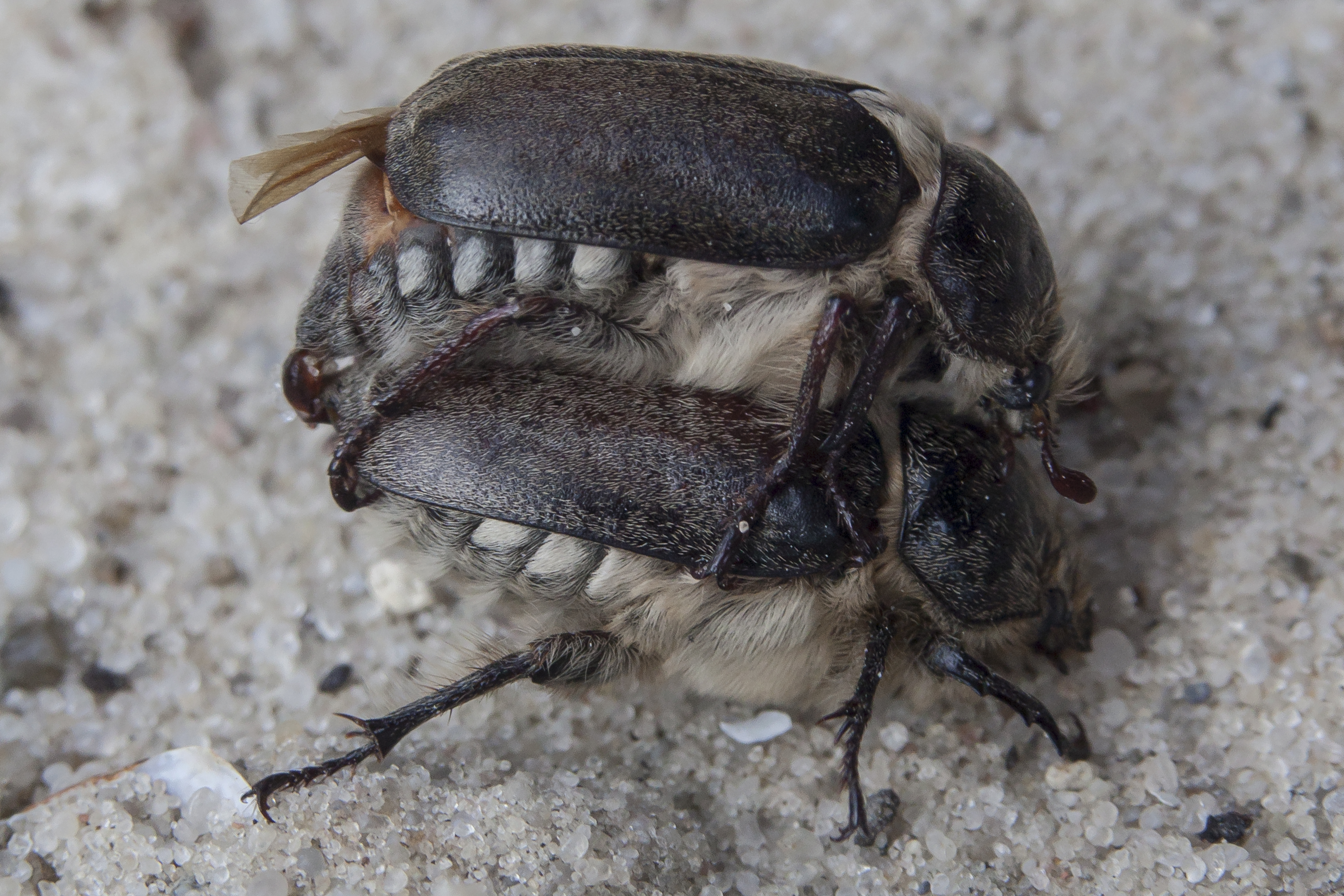
Парування самця й самиці хруща волохатого під час масового виліту ввечері (Україна)

Брунатно-чорний жук, 1,7-2,6 см у довжину. Надкрила чорні. Тіло вкрито довгими сірими волосками, пронотум у білуватих волосках. Булава антен у самців має 5 лопатей, у самиць — 4 лопаті. Пігідій з невеликою ямкою. Самці дрібніші.
Личинка біла або жовтувато-біла, голова жовтого кольору, на нижній поверхні кінця черевця має невпорядковано розташовані гачкуваті щетинки. Досягає 4,5-5,5 см у довжину. Лялечка світло-жовта, 1,8-2,7 см довжиною.

## Спосіб життя
Зустрічається в степу та лісостепу, переважно на піщаних ґрунтах. Самиця відкладає в ґрунт одну кладку, яка містить близько 20 яєць (за іншими даними — по одному або грудками по 6-7 яєць декілька разів). Через 4-5 тижнів з яєць виходять личинки. Личинка розвивається впродовж 2-3 років, живиться спочатку перегноєм, пізніше коренями різних рослин.
Зимують в ґрунті личинки 2-го і 3-го віку, а також імаго, на глибині 10-30 см (за іншими даними — до 1 м). Дорослі особини літають з кінця травня до початку липня, личинки з'являються з кінця червня. Імаго не живляться.

## Поширення
Хрущ волохатий зустрічається в Центральній, Східній та Південно-Східній Європі. Відомий з Італії, Австрії, Угорщини, Польщі, Румунії, Сербії, Чорногорії, України, півдня Європейської частини Росії.
В Україні відомий з центральних, південних та східних областей.

## Господарське значення
Личинки в разі масового розмноження пошкоджують корені садово-плодових культур.